# Anne Dorte Michelsen
Anne Dorte Michelsen (Aarhus, 1958. július 17.) dán énekesnő és dalszerző, a Tøsedrengene és a Venter på Far együttesek tagja. Dánián kívül Norvégiában, Svédországban is népszerű lett "Næste Dans" című albuma. Összesen tíz albuma jelent meg, és egy könyvet is írt "Næste Dans" címmel.

## Diszkográfia
- Mellem Dig og Mig (1983)
- Næste Dans (1986)
- Alting Vender Tilbage (1987)
- Elskerindens Have (1989)
- Den Ordløse Time (1990)
- Min Karriere Som Kvinde (1992)
- Mørke Vande - Lyse Strande (2000)
- Fred hviler over land og by (2002)
- Så Stille Som Sne (2003)
- Hvor var det nu vi var? (2007)
- Hvis du vidste (2011)

### Válogatáslemezek
- 24 Hits (1988)
- De Store & De Stille (1998)
- Grænseløs Greatest (1999)

## Fordítás
- Ez a szócikk részben vagy egészben  az   Anne Dorte Michelsen című angol Wikipédia-szócikk fordításán alapul.  Az eredeti cikk szerkesztőit annak laptörténete sorolja fel. Ez a jelzés csupán a megfogalmazás eredetét és a szerzői jogokat jelzi, nem szolgál a cikkben szereplő információk forrásmegjelöléseként.